# Vườn quốc gia Kroombit Tops
Vườn quốc gia Kroombit Tops là một vườn quốc gia ở Queensland, Úc.

## Liến kết ngoài
- Kroombit Mud Map at boynevalley.org.au Lưu trữ ngày 27 tháng 9 năm 2007 tại Wayback Machine
- Kroombit and "Beautiful Betsy" Lưu trữ ngày 29 tháng 8 năm 2007 tại Wayback Machine